# Almunisna bulbosa
Almunisna bulbosa är en insektsart som beskrevs av Irena Dworakowska 1969. Almunisna bulbosa ingår i släktet Almunisna och familjen dvärgstritar. Inga underarter finns listade i Catalogue of Life.